# Alfonso Montemayor
Alfonso Montemayor (Tampico, 1922. április 26. – Mexikóváros. 2012. november 22.) mexikói válogatott labdarúgó, hátvéd.

## Karrierje
Klubkarrierje két csapathoz kötődik. A negyvenes évek nagy részét a Leónban töltötte, ezt követően pedig a San Sebastiánban fejezte be az aktív éveket. Háromszor ünnepelhetett bajnoki címet aktuális csapatával, 1948-ban, 1949-ben és 1952-ben. 2012 őszén, kilencvenéves korában hunyt el.
A mexikói válogatottal összesen nyolc meccse van, valamint részt vett az 1950-es világbajnokságon is, ám ott csak Brazília ellen játszott.